# Elegant Machinery
Elegant Machinery är en svensk synthpopgrupp som till en början bestod av Robert Enforsen (sång), Richard Jomshof och Leslie Bayne (som senare ersattes av Johan Malmgren). Gruppen bildades 1988 under inspiration av band som Yazoo, Human League, Depeche Mode, Rational Youth och Robert Marlow. Bandet är uppkallat efter LP:n Elegant Machinery av gruppen Data, utgiven 1985.
Elegant Machinery har haft vissa framgångar utomlands såsom när de i Spanien 1992 hade en hit med låten Process som nådde plats fem på den officiella singellistan. På grund av bråk mellan två spanska skivbolag ställdes sedan den spanska turnén in.
Samlingsskivan A Decade of Thoughts släpptes 1998. Efter problem med skivbolag kombinerat med privata orsaker splittrades bandet i början av 1999. Bandet gjorde dock under 2001 comeback med en livespelning och därefter har flera liveframträdanden följt bl.a. på Arvikafestivalen, Malmöfestivalen och utomlands i Sydamerika, Ryssland, USA, Estland och Mexiko.
Under våren 2007 lämnade Johan Malmgren, bandmedlem sedan 1992, bandet, för att koncentrera sig fullt ut som frontfigur och sångare i sitt rockband. Efter detta blev han även medlem i S.P.O.C.K. Han ersattes av tidigare medlemmen Leslie Bayne (1988–1992). Johan Malmgren kom åter med i bandet sommaren 2008. 
Elegant Machinery släppte den 28 november 2008 albumet A Soft Exchange - det första på tio år. Singlarna Feel the Silence och Move släpptes i februari respektive september 2008.
I april 2011 började rykten gå om att bandet splittrats igen. Detta bekräftades senare av gruppens management. Jomshof dementerade att splittringen skulle bero på hans politiska karriär inom Sverigedemokraterna, utan pekade på andra slitningar och bristande personkemi inom gruppen.
2016 återuppstod Elegant Machinery med Robert Enforsen och Leslie Bayne. Våren 2017 tillkom Jimmy Machon (Lights of Euphoria) som officiell medlem i bandet.

## Diskografi

### Album
- Degraded Faces (1991)
- Shattered Grounds (1993)
- Yesterday Man (1996)
- A Decade of Thoughts (1998)
- A Soft Exchange (2008)

### Singlar
- Safety in mind (1991)
- Process (1992)
- Hard to handle (1993)
- Repressive thoughts (1994)
- Watching You (1995)
- Myself with you (1996)
- Fading away (1998)
- Words of wisdom (1998)
- Feel the silence (2008)
- Move (2008)
- I say (2016 EP)

### Filmer
- Live in Lund 98 (1999) VHS (PAL)
- Archives (2005) DVD

## Externa sidor
- Bandets hemsida
- Elegant Machinery på Myspace
- Elegant Machinery till Sydamerika